# NBA Playoffs 1954
Gli NBA Playoffs 1954 si conclusero con la vittoria dei Minneapolis Lakers (campioni della Western Division) che sconfissero i campioni della Eastern Division, i Syracuse Nationals.

## Squadre qualificate

### Eastern Division
1. Syracuse Nationals
2. Boston Celtics
3. N.Y. Knicks

### Western Division
1. Minneapolis Lakers
2. Rochester Royals
3. Ft. Wayne Pistons

## Tabellone
|  | Finali di Division | Finali di Division   | Finali di Division |                    |                      | NBA Finals           | NBA Finals | NBA Finals |  |
|  |                    |                      |                    |                    |                      |                      |            |            |  |
|  | W1                 | Minneapolis Lakers * | 2                  |                    |                      |                      |            |            |  |
|  | W1                 | Minneapolis Lakers * | 2                  |                    |                      |                      |            |            |  |
|  | W2                 | Rochester Royals     | 1                  |                    |                      |                      |            |            |  |
|  | W2                 | Rochester Royals     | 1                  |                    | Minneapolis Lakers * | Minneapolis Lakers * | 4          |            |  |
|  |                    |                      |                    |                    | Minneapolis Lakers * | Minneapolis Lakers * | 4          |            |  |
|  |                    |                      | Syracuse Nationals | Syracuse Nationals | 3                    |                      |            |            |  |
|  | E1                 | Syracuse Nationals   | Syracuse Nationals | Syracuse Nationals | 3                    | 2                    |            |            |  |
|  | E1                 | Syracuse Nationals   |                    |                    |                      |                      |            |            |  |
|  | E2                 | Boston Celtics       | 1                  |                    |                      |                      |            |            |  |

Legenda
- * Vincitore Division
- "Grassetto" Vincitore serie
- "Corsivo" Squadra con fattore campo

## Eastern Division
| Squadra            | V | P |
| ------------------ | - | - |
| Syracuse Nationals | 4 | 0 |
| Boston Celtics     | 2 | 2 |
| New York Knicks    | 0 | 4 |

### Semifinali (Round Robin)

#### (1) New York Knicks - (2) Boston Celtics
RISULTATO FINALE: 0-2
| Arbitri: | Sid Borgia Mendy Rudolph |

|                            |        |                         |
| C. Braun 18                | Punti  | B. Cousy, B. Sharman 22 |
| C. Simmons, J. Baechtold 3 | Assist | B. Cousy 10             |

| Boston 20 marzo 1954 Gara 2                                                               | Boston Celtics | 79 – 78 (15-17, 21-24, 19-16, 24-21) referto | N.Y. Knicks | Boston Garden |
| B. Sharman 26 Punti H. Gallatin 15 B. Cousy , J. Nichols 6 Assist C. Braun , C. Simmons 3 |                |                                              |             |               |
|                                                                                           |                |                                              |             |               |
| B. Sharman 26                                                                             | Punti          | H. Gallatin 15                               |             |               |
| B. Cousy, J. Nichols 6                                                                    | Assist         | C. Braun, C. Simmons 3                       |             |               |

PRECEDENTI IN REGULAR SEASON
| Regular Season 1953-54 | N.Y. Knicks | 5 – 5 | Boston Celtics | Referto 1 - Referto 2 - Referto 3 - Referto 4, Referto 5 - Referto 6, Referto 7 - Referto 8 - Referto 9 - Referto 10 |
| New York Knicks 103 Boston Celtics 96 New York Knicks 108 New York Knicks 74 Boston Celtics 84 Boston Celtics 78 New York Knicks 81 Boston Celtics 103 New York Knicks 87 New York Knicks 86 Punti 92 Boston Celtics 84 New York Knicks 113 Boston Celtics (2 t.s.) 95 Boston Celtics 87 New York Knicks (2 t.s.) 87 New York Knicks 84 Boston Celtics (1 t.s.) 89 New York Knicks 85 Boston Celtics 71 Boston Celtics |             | |                | |
| |             | |                | |
| New York Knicks 103 Boston Celtics 96 New York Knicks 108 New York Knicks 74 Boston Celtics 84 Boston Celtics 78 New York Knicks 81 Boston Celtics 103 New York Knicks 87 New York Knicks 86 | Punti       | 92 Boston Celtics 84 New York Knicks 113 Boston Celtics (2 t.s.) 95 Boston Celtics 87 New York Knicks (2 t.s.) 87 New York Knicks 84 Boston Celtics (1 t.s.) 89 New York Knicks 85 Boston Celtics 71 Boston Celtics |                | |

PRECEDENTI NEI PLAYOFF
|  | N.Y. Knicks (1951, 1952, 1953) | 3 – 0 | Boston Celtics |  |

#### (2) Boston Celtics - (3) Syracuse Nationals
RISULTATO FINALE: 0-2
| Boston 17 marzo 1954 Gara 1                                                                                                   | Boston Celtics | 95 – 96 (d.1t.s.) (17-15, 15-18, 24-26, 25-22) (14-15) referto | Syracuse Nationals | Boston Garden |
| B. Cousy 32 Punti D. Schayes 20 J. Nichols 10 Assist E. Lloyd 8 J. Nichols , C. Cooper , B. Brannum 10 Rimbalzi D. Schayes 13 |                |                                                                |                    |               |
| |                |                                                                |                    |               |
| B. Cousy 32 | Punti          | D. Schayes 20                                                  |                    |               |
| J. Nichols 10 | Assist         | E. Lloyd 8                                                     |                    |               |
| J. Nichols, C. Cooper, B. Brannum 10                                                                                          | Rimbalzi       | D. Schayes 13                                                  |                    |               |

| Syracuse 22 marzo 1954 Gara 2                                                                       | Syracuse Nationals | 98 – 85 (27-19, 18-23, 26-21, 27-22) referto | Boston Celtics | Onondaga War Memorial |
| D. Schayes 25 Punti B. Cousy 25 P. Seymour 7 Assist B. Cousy 8 D. Schayes 16 Rimbalzi J. Nichols 12 |                    |                                              |                |                       |
| |                    |                                              |                |                       |
| D. Schayes 25                                                                                       | Punti              | B. Cousy 25                                  |                |                       |
| P. Seymour 7                                                                                        | Assist             | B. Cousy 8                                   |                |                       |
| D. Schayes 16                                                                                       | Rimbalzi           | J. Nichols 12                                |                |                       |

PRECEDENTI IN REGULAR SEASON
| Regular Season 1953-54 | Boston Celtics | 5 – 5 | Syracuse Nationals | Referto 1 - Referto 2 - Referto 3 - Referto 4, Referto 5 - Referto 6, Referto 7 - Referto 8 - Referto 9 - Referto 10 |
| Boston Celtics 77 Syracuse Nationals 93 Syracuse Nationals 80 Syracuse Nationals 108 Boston Celtics 83 Syracuse Nationals 96 Boston Celtics 95 Boston Celtics 94 Syracuse Nationals 96 (1 t.s.) Syracuse Nationals 97 Punti 66 Syracuse Nationals 86 Boston Celtics 91 Boston Celtics 74 Boston Celtics 90 Syracuse Nationals 89 Boston Celtics 92 Syracuse Nationals 79 Syracuse Nationals 101 Boston Celtics 95 Boston Celtics |                | |                    | |
| |                | |                    | |
| Boston Celtics 77 Syracuse Nationals 93 Syracuse Nationals 80 Syracuse Nationals 108 Boston Celtics 83 Syracuse Nationals 96 Boston Celtics 95 Boston Celtics 94 Syracuse Nationals 96 (1 t.s.) Syracuse Nationals 97 | Punti          | 66 Syracuse Nationals 86 Boston Celtics 91 Boston Celtics 74 Boston Celtics 90 Syracuse Nationals 89 Boston Celtics 92 Syracuse Nationals 79 Syracuse Nationals 101 Boston Celtics 95 Boston Celtics |                    | |

PRECEDENTI NEI PLAYOFF
|  | Boston Celtics (1953) | 1 – 0 | Syracuse Nationals |  |

#### (1) New York Knicks - (3) Syracuse Nationals
RISULTATO FINALE: 0-2
| Syracuse 18 marzo 1954 Gara 1                                                                                  | Syracuse Nationals | 75 – 68 (16-15, 25-20, 19-14, 15-19) referto | N.Y. Knicks | Onondaga War Memorial |
| D. Schayes 23 Punti H. Gallatin 15 P. Seymour 6 Assist J. Baechtold 1954 D. Schayes 16 Rimbalzi H. Gallatin 20 |                    |                                              |             |                       |
| |                    |                                              |             |                       |
| D. Schayes 23                                                                                                  | Punti              | H. Gallatin 15                               |             |                       |
| P. Seymour 6                                                                                                   | Assist             | J. Baechtold 1954                            |             |                       |
| D. Schayes 16                                                                                                  | Rimbalzi           | H. Gallatin 20                               |             |                       |

| Arbitri: | Jocko Collins Charley Eckman |

|               |          |               |
| C. Braun 32   | Punti    | D. Schayes 36 |
| C. Braun 6    | Assist   | P. Seymour 6  |
| N. Clifton 16 | Rimbalzi | D. Schayes 21 |

PRECEDENTI IN REGULAR SEASON
| Regular Season 1953-54 | N.Y. Knicks | 5 – 5 | Syracuse Nationals | Referto 1 - Referto 2 - Referto 3 - Referto 4, Referto 5 - Referto 6, Referto 7 - Referto 8 - Referto 9 - Referto 10 |
| New York Knicks 68 Syracuse Nationals 80 New York Knicks 89 New York Knicks 72 Syracuse Nationals 79 New York Knicks 66 Syracuse Nationals 114 New York Knicks 82 New York Knicks 67 Syracuse Nationals 113 Punti 67 Syracuse Nationals 84 New York Knicks (1 t.s.) 80 Syracuse Nationals 93 Syracuse Nationals 66 New York Knicks 65 Syracuse Nationals 70 New York Knicks 90 Syracuse Nationals 60 Syracuse Nationals 83 New York Knicks |             | |                    | |
| |             | |                    | |
| New York Knicks 68 Syracuse Nationals 80 New York Knicks 89 New York Knicks 72 Syracuse Nationals 79 New York Knicks 66 Syracuse Nationals 114 New York Knicks 82 New York Knicks 67 Syracuse Nationals 113 | Punti       | 67 Syracuse Nationals 84 New York Knicks (1 t.s.) 80 Syracuse Nationals 93 Syracuse Nationals 66 New York Knicks 65 Syracuse Nationals 70 New York Knicks 90 Syracuse Nationals 60 Syracuse Nationals 83 New York Knicks |                    | |

PRECEDENTI NEI PLAYOFF
|  | N.Y. Knicks (1951, 1952) | 2 – 1 | Syracuse Nationals (1950) |  |

### Finale

#### (1) Syracuse Nationals - (2) Boston Celtics
RISULTATO FINALE: 2-0
| Syracuse 25 marzo 1954 Gara 1                                                                        | Syracuse Nationals | 109 – 94 (25-30, 28-14, 27-22, 29-28) referto | Boston Celtics | Onondaga War Memorial |
| D. Schayes 27 Punti J. Nichols 28 B. Gabor 6 Assist B. Sharman 5 D. Schayes 21 Rimbalzi J. Nichols 9 |                    |                                               |                |                       |
| |                    |                                               |                |                       |
| D. Schayes 27                                                                                        | Punti              | J. Nichols 28                                 |                |                       |
| B. Gabor 6                                                                                           | Assist             | B. Sharman 5                                  |                |                       |
| D. Schayes 21                                                                                        | Rimbalzi           | J. Nichols 9                                  |                |                       |

| Boston 27 marzo 1954 Gara 2                                     | Boston Celtics | 76 – 83 (21-21, 29-19, 16-24, 10-19) referto | Syracuse Nationals | Boston Garden |
| B. Sharman 20 Punti W. Osterkorn 16 B. Cousy 6 Assist G. King 8 |                |                                              |                    |               |
|                                                                 |                |                                              |                    |               |
| B. Sharman 20                                                   | Punti          | W. Osterkorn 16                              |                    |               |
| B. Cousy 6                                                      | Assist         | G. King 8                                    |                    |               |

PRECEDENTI IN REGULAR SEASON
| Regular Season 1953-54 | Syracuse Nationals | 5 – 5 | Boston Celtics | Referto 1 - Referto 2 - Referto 3 - Referto 4, Referto 5 - Referto 6, Referto 7 - Referto 8 - Referto 9 - Referto 10 |
| Boston Celtics 77 Syracuse Nationals 93 Syracuse Nationals 80 Syracuse Nationals 108 Boston Celtics 83 Syracuse Nationals 96 Boston Celtics 95 Boston Celtics 94 Syracuse Nationals 96 (1 t.s.) Syracuse Nationals 97 Punti 66 Syracuse Nationals 86 Boston Celtics 91 Boston Celtics 74 Boston Celtics 90 Syracuse Nationals 89 Boston Celtics 92 Syracuse Nationals 79 Syracuse Nationals 101 Boston Celtics 95 Boston Celtics |                    | |                | |
| |                    | |                | |
| Boston Celtics 77 Syracuse Nationals 93 Syracuse Nationals 80 Syracuse Nationals 108 Boston Celtics 83 Syracuse Nationals 96 Boston Celtics 95 Boston Celtics 94 Syracuse Nationals 96 (1 t.s.) Syracuse Nationals 97 | Punti              | 66 Syracuse Nationals 86 Boston Celtics 91 Boston Celtics 74 Boston Celtics 90 Syracuse Nationals 89 Boston Celtics 92 Syracuse Nationals 79 Syracuse Nationals 101 Boston Celtics 95 Boston Celtics |                | |

PRECEDENTI NEI PLAYOFF
|  | Syracuse Nationals (1954) | 1 – 1 | Boston Celtics (1953) |  |

## Western Division
Western Division
| Squadra            | V | P |
| ------------------ | - | - |
| Minneapolis Lakers | 3 | 0 |
| Rochester Royals   | 2 | 1 |
| Fort Wayne Pistons | 0 | 4 |

### Semifinali (Round Robin)

#### (1) Minneapolis Lakers - (3) Fort Wayne Pistons
RISULTATO FINALE: 2-0
| Fort Wayne 18 marzo 1954 Gara 1                               | Ft. Wayne Pistons | 85 – 90 (21-22, 20-19, 20-27, 24-22) referto | Minneapolis Lakers | War Memorial Coliseum |
| F. Brian 20 Punti G. Mikan 28 A. Phillip 7 Assist S. Martin 8 |                   |                                              |                    |                       |
|                                                               |                   |                                              |                    |                       |
| F. Brian 20                                                   | Punti             | G. Mikan 28                                  |                    |                       |
| A. Phillip 7                                                  | Assist            | S. Martin 8                                  |                    |                       |

| Arbitri: | Sid Borgia Stanley Stutz |

|             |       |                 |
| G. Mikan 21 | Punti | M. Zaslofsky 15 |

PRECEDENTI IN REGULAR SEASON
| Regular Season 1953-54 | Minneapolis Lakers | 5 – 5 | Ft. Wayne Pistons | Referto 1 - Referto 2 - Referto 3 - Referto 4, Referto 5 - Referto 6, Referto 7 - Referto 8 - Referto 9 - Referto 10 |
| Minneapolis Lakers 62 Minneapolis Lakers 83 Minneapolis Lakers 77 Fort Wayne Pistons 75 Minneapolis Lakers 80 Fort Wayne Pistons 86 Minneapolis Lakers 75 Fort Wayne Pistons 90 Fort Wayne Pistons 94 Minneapolis Lakers 93 Punti 78 Fort Wayne Pistons 66 Fort Wayne Pistons 71 Fort Wayne Pistons 79 Minneapolis Lakers 97 Fort Wayne Pistons 83 Minneapolis Lakers 72 Fort Wayne Pistons 83 Minneapolis Lakers 77 Minneapolis Lakers 66 Fort Wayne Pistons |                    | |                   | |
| |                    | |                   | |
| Minneapolis Lakers 62 Minneapolis Lakers 83 Minneapolis Lakers 77 Fort Wayne Pistons 75 Minneapolis Lakers 80 Fort Wayne Pistons 86 Minneapolis Lakers 75 Fort Wayne Pistons 90 Fort Wayne Pistons 94 Minneapolis Lakers 93 | Punti              | 78 Fort Wayne Pistons 66 Fort Wayne Pistons 71 Fort Wayne Pistons 79 Minneapolis Lakers 97 Fort Wayne Pistons 83 Minneapolis Lakers 72 Fort Wayne Pistons 83 Minneapolis Lakers 77 Minneapolis Lakers 66 Fort Wayne Pistons |                   | |

PRECEDENTI NEI PLAYOFF
|  | Minneapolis Lakers (1950, 1953) | 2 – 0 | Ft. Wayne Pistons |  |

#### (2) Rochester Royals - (3) Fort Wayne Pistons
RISULTATO FINALE: 2-0
| Rochester 16 marzo 1954 Gara 1                                    | Rochester Royals | 82 – 75 (19-13, 21-15, 14-23, 28-24) referto | Ft. Wayne Pistons | Edgerton Park Arena |
| B. Wanzer 18 Punti G. Yardley 20 J. McMahon 4 Assist A. Phillip 5 |                  |                                              |                   |                     |
|                                                                   |                  |                                              |                   |                     |
| B. Wanzer 18                                                      | Punti            | G. Yardley 20                                |                   |                     |
| J. McMahon 4                                                      | Assist           | A. Phillip 5                                 |                   |                     |

| Fort Wayne 21 marzo 1954 Gara 2                                         | Ft. Wayne Pistons | 71 – 89 (14-19, 14-17, 15-26, 28-27) referto | Rochester Royals | War Memorial Coliseum |
| G. Yardley 16 Punti B. Wanzer 14 L. Barnhorst 6 Assist C. Christensen 7 |                   |                                              |                  |                       |
|                                                                         |                   |                                              |                  |                       |
| G. Yardley 16                                                           | Punti             | B. Wanzer 14                                 |                  |                       |
| L. Barnhorst 6                                                          | Assist            | C. Christensen 7                             |                  |                       |

PRECEDENTI IN REGULAR SEASON
| Regular Season 1953-54 | Rochester Royals | 8 – 3 | Ft. Wayne Pistons | Referto 1 - Referto 2 - Referto 3 - Referto 4, Referto 5 - Referto 6, Referto 7 - Referto 8 - Referto 9 - Referto 10 - Referto 11 |
| Rochester Royals 91 Fort Wayne Pistons 68 Fort Wayne Pistons 83 Rochester Royals 92 (1 t.s.) Rochester Royals 77 Rochester Royals 73 Rochester Royals 95 Fort Wayne Pistons 83 Rochester Royals 89 Rochester Royals 71 Fort Wayne Pistons 80 Punti 76 Fort Wayne Pistons 65 Rochester Royals 82 Rochester Royals 69 Fort Wayne Pistons 76 Fort Wayne Pistons 67 Fort Wayne Pistons 70 Fort Wayne Pistons 69 Rochester Royals 70 Fort Wayne Pistons 64 Fort Wayne Pistons 95 Rochester Royals |                  | |                   | |
| |                  | |                   | |
| Rochester Royals 91 Fort Wayne Pistons 68 Fort Wayne Pistons 83 Rochester Royals 92 (1 t.s.) Rochester Royals 77 Rochester Royals 73 Rochester Royals 95 Fort Wayne Pistons 83 Rochester Royals 89 Rochester Royals 71 Fort Wayne Pistons 80 | Punti            | 76 Fort Wayne Pistons 65 Rochester Royals 82 Rochester Royals 69 Fort Wayne Pistons 76 Fort Wayne Pistons 67 Fort Wayne Pistons 70 Fort Wayne Pistons 69 Rochester Royals 70 Fort Wayne Pistons 64 Fort Wayne Pistons 95 Rochester Royals |                   | |

PRECEDENTI NEI PLAYOFF
|  | Rochester Royals (1951, 1952) | 2 – 2 | Ft. Wayne Pistons (1950, 1953) |  |

#### (1) Minneapolis Lakers - (2) Rochester Royals
RISULTATO FINALE: 1-0
| Arbitri: | Jocko Collins Bill Biebel |

|              |       |             |
| S. Martin 24 | Punti | A. Risen 21 |

PRECEDENTI IN REGULAR SEASON
| Regular Season 1953-54 | Minneapolis Lakers | 6 – 5 | Rochester Royals | Referto 1 - Referto 2 - Referto 3 - Referto 4, Referto 5 - Referto 6, Referto 7 - Referto 8 - Referto 9 - Referto 10 - Referto 11 |
| (3 t.s.) Rochester Royals 98 Minneapolis Lakers 76 Minneapolis Lakers 70 Rochester Royals 78 Minneapolis Lakers 84 Minneapolis Lakers 89 Rochester Royals 78 Minneapolis Lakers 105 Minneapolis Lakers 85 Rochester Royals 74 Minneapolis Lakers 61 Punti 91 Minneapolis Lakers 70 Rochester Royals 87 Rochester Royals 91 Minneapolis Lakers 85 Rochester Royals 71 Rochester Royals 87 Minneapolis Lakers 77 Rochester Royals 79 Rochester Royals 59 Minneapolis Lakers 70 Rochester Royals |                    | |                  | |
| |                    | |                  | |
| (3 t.s.) Rochester Royals 98 Minneapolis Lakers 76 Minneapolis Lakers 70 Rochester Royals 78 Minneapolis Lakers 84 Minneapolis Lakers 89 Rochester Royals 78 Minneapolis Lakers 105 Minneapolis Lakers 85 Rochester Royals 74 Minneapolis Lakers 61 | Punti              | 91 Minneapolis Lakers 70 Rochester Royals 87 Rochester Royals 91 Minneapolis Lakers 85 Rochester Royals 71 Rochester Royals 87 Minneapolis Lakers 77 Rochester Royals 79 Rochester Royals 59 Minneapolis Lakers 70 Rochester Royals |                  | |

PRECEDENTI NEI PLAYOFF
|  | Minneapolis Lakers (1949, 1952) | 2 – 1 | Rochester Royals (1951) |  |

### Finale

#### (1) Minneapolis Lakers - (2) Rochester Royals
RISULTATO FINALE: 2-1
| Minneapolis 24 marzo 1954 Gara 1            | Minneapolis Lakers | 89 – 76 (20-17, 20-16, 24-24, 25-19) referto | Rochester Royals | Minneapolis Auditorium |
| G. Mikan 28 Punti J. Coleman , B. Wanzer 17 |                    |                                              |                  |                        |
|                                             |                    |                                              |                  |                        |
| G. Mikan 28                                 | Punti              | J. Coleman, B. Wanzer 17                     |                  |                        |

| Rochester 27 marzo 1954 Gara 2 | Rochester Royals | 74 – 73 (16-12, 20-16, 17-24, 21-21) referto | Minneapolis Lakers | Edgerton Park Arena |
| B. Wanzer 16 Punti G. Mikan 17 |                  |                                              |                    |                     |
|                                |                  |                                              |                    |                     |
| B. Wanzer 16                   | Punti            | G. Mikan 17                                  |                    |                     |

| Minneapolis 28 marzo 1954 Gara 3 | Minneapolis Lakers | 82 – 72 (23-21, 22-16, 20-20, 17-15) referto | Rochester Royals | Minneapolis Auditorium |
| G. Mikan 17 Punti A. Risen 24    |                    |                                              |                  |                        |
|                                  |                    |                                              |                  |                        |
| G. Mikan 17                      | Punti              | A. Risen 24                                  |                  |                        |

PRECEDENTI IN REGULAR SEASON
| Regular Season 1953-54 | Minneapolis Lakers | 6 – 5 | Rochester Royals | Referto 1 - Referto 2 - Referto 3 - Referto 4, Referto 5 - Referto 6, Referto 7 - Referto 8 - Referto 9 - Referto 10 - Referto 11 |
| (3 t.s.) Rochester Royals 98 Minneapolis Lakers 76 Minneapolis Lakers 70 Rochester Royals 78 Minneapolis Lakers 84 Minneapolis Lakers 89 Rochester Royals 78 Minneapolis Lakers 105 Minneapolis Lakers 85 Rochester Royals 74 Minneapolis Lakers 61 Punti 91 Minneapolis Lakers 70 Rochester Royals 87 Rochester Royals 91 Minneapolis Lakers 85 Rochester Royals 71 Rochester Royals 87 Minneapolis Lakers 77 Rochester Royals 79 Rochester Royals 59 Minneapolis Lakers 70 Rochester Royals |                    | |                  | |
| |                    | |                  | |
| (3 t.s.) Rochester Royals 98 Minneapolis Lakers 76 Minneapolis Lakers 70 Rochester Royals 78 Minneapolis Lakers 84 Minneapolis Lakers 89 Rochester Royals 78 Minneapolis Lakers 105 Minneapolis Lakers 85 Rochester Royals 74 Minneapolis Lakers 61 | Punti              | 91 Minneapolis Lakers 70 Rochester Royals 87 Rochester Royals 91 Minneapolis Lakers 85 Rochester Royals 71 Rochester Royals 87 Minneapolis Lakers 77 Rochester Royals 79 Rochester Royals 59 Minneapolis Lakers 70 Rochester Royals |                  | |

PRECEDENTI NEI PLAYOFF
|  | Minneapolis Lakers (1949, 1952, 1954) | 3 – 1 | Rochester Royals (1951) |  |

## NBA Finals 1954

### Minneapolis Lakers - Syracuse Nationals
RISULTATO FINALE
|  | Minneapolis Lakers | 4 – 3 | Syracuse Nationals |  |

PRECEDENTI IN REGULAR SEASON
| Regular Season 1953-54 | Minneapolis Lakers | 5 – 3 | Syracuse Nationals | Referto 1 - Referto 2 - Referto 3 - Referto 4, Referto 5 - Referto 6, Referto 7 - Referto 8 |
| Syracuse Nationals 65 Minneapolis Lakers 87 Minneapolis Lakers 90 Syracuse Nationals 81 Syracuse Nationals 96 Minneapolis Lakers 83 Syracuse Nationals 100 Minneapolis Lakers 91 Punti 77 Minneapolis Lakers 74 Syracuse Nationals 80 Syracuse Nationals 76 Minneapolis Lakers 71 Minneapolis Lakers 68 Syracuse Nationals 73 Minneapolis Lakers 87 Syracuse Nationals |                    | |                    |                                                                                             |
| |                    | |                    |                                                                                             |
| Syracuse Nationals 65 Minneapolis Lakers 87 Minneapolis Lakers 90 Syracuse Nationals 81 Syracuse Nationals 96 Minneapolis Lakers 83 Syracuse Nationals 100 Minneapolis Lakers 91 | Punti              | 77 Minneapolis Lakers 74 Syracuse Nationals 80 Syracuse Nationals 76 Minneapolis Lakers 71 Minneapolis Lakers 68 Syracuse Nationals 73 Minneapolis Lakers 87 Syracuse Nationals |                    |                                                                                             |

PRECEDENTI NEI PLAYOFF
|  | Minneapolis Lakers (1950) | 1 – 0 | Syracuse Nationals |  |

#### Roster
| \| Pos. \| Num. \| Naz. \| Nome \| Altezza \| Peso \| Data nascita \| Provenienza \| \| ---- \| ---- \| ---- \| ----------------- \| ------- \| ------ \| ------------ \| --------------- \| \| AP \| 12 \| \| Holstein, Jim \| 191 cm \| 82 kg \| 24-09-1930 \| Cincinnati \| \| C \| 34 \| \| Lovellette, Clyde \| 206 cm \| 106 kg \| 07-09-1929 \| Kansas \| \| P \| 22 \| \| Martin, Slater \| 178 cm \| 77 kg \| 22-10-1925 \| Texas Longhorns \| \| C \| 99 \| \| Mikan, George \| 208 cm \| 111 kg \| 18-06-1924 \| DePaul \| \| C \| 19 \| \| Mikkelsen, Vern \| 201 cm \| 104 kg \| 21-10-1928 \| Hamline \| \| AG \| 17 \| \| Pollard, Jim \| 193 cm \| 84 kg \| 09-07-1922 \| Stanford \| \| G \| 18 \| \| Saul, Frank \| 188 cm \| 84 kg \| 16-02-1924 \| Seton Hall \| \| AG \| 15 \| \| Schnittker, Dick \| 196 cm \| 91 kg \| 27-05-1928 \| Ohio State \| \| P \| 20 \| \| Skoog, Whitey \| 180 cm \| 82 kg \| 02-11-1926 \| Minnesota \| | Allenatore - John Kundla Legenda - (C) Capitano - (FA) Free agent - (S) Sospeso - (TW) Contratto Two-way - (GL) Assegnato a squadra G League affiliata - Infortunato Roster • Transazioni · Ultima transazione: 24 aprile 1954 |                        |                   |         |        |              |                 |
| Pos. | Num. | Naz.                   | Nome              | Altezza | Peso   | Data nascita | Provenienza     |
| AP | 12 | Stati Uniti (bandiera) | Holstein, Jim     | 191 cm  | 82 kg  | 24-09-1930   | Cincinnati      |
| C | 34 | Stati Uniti (bandiera) | Lovellette, Clyde | 206 cm  | 106 kg | 07-09-1929   | Kansas          |
| P | 22 | Stati Uniti (bandiera) | Martin, Slater    | 178 cm  | 77 kg  | 22-10-1925   | Texas Longhorns |
| C | 99 | Stati Uniti (bandiera) | Mikan, George     | 208 cm  | 111 kg | 18-06-1924   | DePaul          |
| C | 19 | Stati Uniti (bandiera) | Mikkelsen, Vern   | 201 cm  | 104 kg | 21-10-1928   | Hamline         |
| AG | 17 | Stati Uniti (bandiera) | Pollard, Jim      | 193 cm  | 84 kg  | 09-07-1922   | Stanford        |
| G | 18 | Stati Uniti (bandiera) | Saul, Frank       | 188 cm  | 84 kg  | 16-02-1924   | Seton Hall      |
| AG | 15 | Stati Uniti (bandiera) | Schnittker, Dick  | 196 cm  | 91 kg  | 27-05-1928   | Ohio State      |
| P | 20 | Stati Uniti (bandiera) | Skoog, Whitey     | 180 cm  | 82 kg  | 02-11-1926   | Minnesota       |

| \| Pos. \| Num. \| Naz. \| Nome \| Altezza \| Peso \| Data nascita \| Provenienza \| \| ---- \| ---- \| ---- \| ---------------- \| ------- \| ------ \| ------------ \| --------------------------- \| \| A \| 6 \| \| Earle, Ed \| 191 cm \| 86 kg \| 28-04-1927 \| Loyola \| \| G/AP \| 7 \| \| Gabor, Billy \| 180 cm \| 77 kg \| 13-05-1922 \| Syracuse \| \| G \| 14 \| \| Govedarica, Bato \| 180 cm \| 84 kg \| 17-04-1928 \| DePaul \| \| G/AP \| 15 \| \| Kenville, Bill \| 188 cm \| 85 kg \| 01-12-1930 \| Saint Bonaventure \| \| G \| 3 \| \| King, George \| 183 cm \| 88 kg \| 16-08-1928 \| MHC Golden Eagles \| \| C \| 10 \| \| Knostman, Dick \| 198 cm \| 98 kg \| 09-08-1931 \| Kansas \| \| A/C \| 16 \| \| Lavoy, Bob \| 201 cm \| 84 kg \| 29-06-1926 \| Western Kentucky \| \| A/C \| 11 \| \| Lloyd, Earl \| 196 cm \| 91 kg \| 03-04-1928 \| WVSU Y. Jackets \| \| G \| 12 \| \| Masino, Al \| 178 cm \| 79 kg \| 05-02-1928 \| Canisius G. Griffins \| \| C \| 17 \| \| Neal, Jim \| 211 cm \| 107 kg \| 21-05-1930 \| Wofford Terriers \| \| A/C \| 6 \| \| Novak, Mike \| 206 cm \| 99 kg \| 23-04-1915 \| Loyola \| \| A/C \| 8 \| \| Osterkorn, Wally \| 196 cm \| 98 kg \| 06-07-1928 \| Illinois a Urbana-Champaign \| \| A/C \| 4 \| \| Schayes, Dolph \| 201 cm \| 88 kg \| 19-05-1928 \| New York \| \| G/AP \| 5 \| \| Seymour, Paul \| 185 cm \| 82 kg \| 30-01-1928 \| Toledo Rockets \| | Allenatore - Al Cervi Legenda - (C) Capitano - (FA) Free agent - (S) Sospeso - (TW) Contratto Two-way - (GL) Assegnato a squadra G League affiliata - Infortunato Roster • Transazioni · Ultima transazione: 24 aprile 1954 |                        |                  |         |        |              |                             |
| Pos. | Num. | Naz.                   | Nome             | Altezza | Peso   | Data nascita | Provenienza                 |
| A | 6 | Stati Uniti (bandiera) | Earle, Ed        | 191 cm  | 86 kg  | 28-04-1927   | Loyola                      |
| G/AP | 7 | Stati Uniti (bandiera) | Gabor, Billy     | 180 cm  | 77 kg  | 13-05-1922   | Syracuse                    |
| G | 14 | Stati Uniti (bandiera) | Govedarica, Bato | 180 cm  | 84 kg  | 17-04-1928   | DePaul                      |
| G/AP | 15 | Stati Uniti (bandiera) | Kenville, Bill   | 188 cm  | 85 kg  | 01-12-1930   | Saint Bonaventure           |
| G | 3 | Stati Uniti (bandiera) | King, George     | 183 cm  | 88 kg  | 16-08-1928   | MHC Golden Eagles           |
| C | 10 | Stati Uniti (bandiera) | Knostman, Dick   | 198 cm  | 98 kg  | 09-08-1931   | Kansas                      |
| A/C | 16 | Stati Uniti (bandiera) | Lavoy, Bob       | 201 cm  | 84 kg  | 29-06-1926   | Western Kentucky            |
| A/C | 11 | Stati Uniti (bandiera) | Lloyd, Earl      | 196 cm  | 91 kg  | 03-04-1928   | WVSU Y. Jackets             |
| G | 12 | Stati Uniti (bandiera) | Masino, Al       | 178 cm  | 79 kg  | 05-02-1928   | Canisius G. Griffins        |
| C | 17 | Stati Uniti (bandiera) | Neal, Jim        | 211 cm  | 107 kg | 21-05-1930   | Wofford Terriers            |
| A/C | 6 | Stati Uniti (bandiera) | Novak, Mike      | 206 cm  | 99 kg  | 23-04-1915   | Loyola                      |
| A/C | 8 | Stati Uniti (bandiera) | Osterkorn, Wally | 196 cm  | 98 kg  | 06-07-1928   | Illinois a Urbana-Champaign |
| A/C | 4 | Stati Uniti (bandiera) | Schayes, Dolph   | 201 cm  | 88 kg  | 19-05-1928   | New York                    |
| G/AP | 5 | Stati Uniti (bandiera) | Seymour, Paul    | 185 cm  | 82 kg  | 30-01-1928   | Toledo Rockets              |

#### Risultati
| Arbitri: | Charley Eckman Joe Serafin |

|                                                                                  |            |                                                                         |
| C. Lovellette 16                                                                 | Punti      | B. Lavoy 15                                                             |
| S. Martin 6                                                                      | Assist     | P. Seymour 6                                                            |
| G. Mikan 10                                                                      | Rimbalzi   | W. Osterkorn 8                                                          |
| Holstein, Lovellette, Martin, Mikan, Mikkelsen, Pollard, Saul, Schnittker, Skoog | Formazioni | Kenville, King, Lavoy, Lloyd, Masino, Neal, Osterkorn, Schayes, Seymour |

| Arbitri: | Charley Eckman Joe Serafin |

|                                                                                  |            |                                                                          |
| G. Mikan 15                                                                      | Punti      | W. Osterkorn 20                                                          |
| V. Mikkelsen 3                                                                   | Assist     | B. Lavoy 3                                                               |
| G. Mikan 15                                                                      | Rimbalzi   | W. Osterkorn 17                                                          |
| Holstein, Lovellette, Martin, Mikan, Mikkelsen, Pollard, Saul, Schnittker, Skoog | Formazioni | Gabor, Kenville, King, Lavoy, Lloyd, Masino, Osterkorn, Schayes, Seymour |

| Arbitri: | Charley Eckman Stanley Stutz |

|                                                                          |            |                                                                                  |
| B. Lavoy 18                                                              | Punti      | G. Mikan 30                                                                      |
| P. Seymour 7                                                             | Assist     | S. Martin 7                                                                      |
| B. Lavoy 15                                                              | Rimbalzi   | G. Mikan 15                                                                      |
| Gabor, Kenville, Lavoy, Lloyd, Masino, Neal, Osterkorn, Schayes, Seymour | Formazioni | Holstein, Lovellette, Martin, Mikan, Mikkelsen, Pollard, Saul, Schnittker, Skoog |

| Arbitri: | Charley Eckman Stanley Stutz |

|                                                                          |            |                                                                                  |
| P. Seymour 25                                                            | Punti      | W. Skoog 16                                                                      |
| P. Seymour 6                                                             | Assist     | S. Martin 6                                                                      |
| B. Lavoy 11                                                              | Rimbalzi   | J. Pollard 9                                                                     |
| Gabor, Kenville, Lavoy, Lloyd, Masino, Neal, Osterkorn, Schayes, Seymour | Formazioni | Holstein, Lovellette, Martin, Mikan, Mikkelsen, Pollard, Saul, Schnittker, Skoog |

| Arbitri: | Charley Eckman Stanley Stutz |

|                                                                         |            |                                                                                  |
| D. Schayes 17                                                           | Punti      | V. Mikkelsen 21                                                                  |
| P. Seymour 5                                                            | Assist     | S. Martin 7                                                                      |
| E. Lloyd 8                                                              | Rimbalzi   | G. Mikan 13                                                                      |
| Kenville, King, Lavoy, Lloyd, Masino, Neal, Osterkorn, Schayes, Seymour | Formazioni | Holstein, Lovellette, Martin, Mikan, Mikkelsen, Pollard, Saul, Schnittker, Skoog |

| Arbitri: | Charley Eckman Joe Serafin |

|                                                                                  |            |                                                                         |
| G. Mikan 30                                                                      | Punti      | P. Seymour 16                                                           |
| G. Mikan 18                                                                      | Rimbalzi   | E. Lloyd 10                                                             |
| Holstein, Lovellette, Martin, Mikan, Mikkelsen, Pollard, Saul, Schnittker, Skoog | Formazioni | Kenville, King, Lavoy, Lloyd, Masino, Neal, Osterkorn, Schayes, Seymour |

| Arbitri: | Charley Eckman Joe Serafin |

|                                                                                   |            |                                                                          |
| J. Pollard 21                                                                     | Punti      | D. Schayes 18                                                            |
| G. Mikan 15                                                                       | Rimbalzi   | D. Schayes 13                                                            |
| Martin, Mikan, Mikkelsen, Pollard, Skoog (Holstein, Lovellette, Saul, Schnittker) | Formazioni | King, Lloyd, Osterkorn, Schayes, Seymour (Kenville, Lavoy, Masino, Neal) |

| Campione NBA 1954            |
| ---------------------------- |
| Minneapolis Lakers 5º titolo |

#### Hall of famer
| NBA Finals | Atleta           | Squadra            | Anno |            |
| ---------- | ---------------- | ------------------ | ---- | ---------- |
| Giocatore  | Clyde Lovellette | Minneapolis Lakers | 1988 | Giocatore  |
| Giocatore  | Slater Martin    | Minneapolis Lakers | 1982 | Giocatore  |
| Giocatore  | George Mikan     | Minneapolis Lakers | 1959 | Giocatore  |
| Giocatore  | Vern Mikkelsen   | Minneapolis Lakers | 1995 | Giocatore  |
| Giocatore  | Jim Pollard      | Minneapolis Lakers | 1978 | Giocatore  |
| Allenatore | John Kundla      | Minneapolis Lakers | 1995 | Allenatore |
| Giocatore  | Earl Lloyd       | Syracuse Nationals | 2003 | Giocatore  |
| Giocatore  | Dolph Schayes    | Syracuse Nationals | 1973 | Giocatore  |
| Allenatore | Al Cervi         | Syracuse Nationals | 1955 | Giocatore  |

## Squadra vincitrice
| N° | Naz.                   | Ruolo | Sportivo         |  | Alt. |  |
| -- | ---------------------- | ----- | ---------------- |  | ---- |  |
| 12 | Stati Uniti (bandiera) | AP    | Jim Holstein     |  | 191  |  |
| 15 | Stati Uniti (bandiera) | AG    | Dick Schnittker  |  | 196  |  |
| 17 | Stati Uniti (bandiera) | AG    | Jim Pollard      |  | 193  |  |
| 18 | Stati Uniti (bandiera) | G     | Frank Saul       |  | 188  |  |
| 19 | Stati Uniti (bandiera) | C     | Vern Mikkelsen   |  | 201  |  |
| 20 | Stati Uniti (bandiera) | P     | Whitey Skoog     |  | 180  |  |
| 22 | Stati Uniti (bandiera) | P     | Slater Martin    |  | 178  |  |
| 34 | Stati Uniti (bandiera) | C     | Clyde Lovellette |  | 206  |  |
| 99 | Stati Uniti (bandiera) | C     | George Mikan     |  | 208  |  |
|    | Stati Uniti (bandiera) | All.  | John Kundla      |  |      |  |

## Statistiche
Aggiornate all'11 luglio 2021.
| Categoria | Giocatore      | Squadra        | Media | PG |
| --------- | -------------- | -------------- | ----- | -- |
| Punti     | Bob Cousy      | Boston Celtics | 21,0  | 6  |
| Rimbalzi  | Harry Gallatin | N.Y. Knicks    | 15,2  | 4  |
| Assist    | Bob Cousy      | Boston Celtics | 6,3   | 6  |